# Cameron Donald
Cameron Donald (Melbourne, 28 settembre 1977) è un pilota motociclistico australiano.

## Carriera
La sua carriera nel mondo del motociclismo è iniziata con le gare di dirt track per passare in seguito alle competizioni in circuito destinate alle derivate di serie delle Supersport. Per i primi anni la sua carriera si è svolta soprattutto in Australia con alcune partecipazioni in competizioni nel sud-est asiatico.
Nel 2004 si verificano le sue prime apparizioni anche nel campionato britannico Supersport e, negli anni seguenti, si presenta al via di alcune classiche competizioni che si svolgono sul suolo britannico come la North West 200, il Tourist Trophy e il GP dell'Ulster.
Nel 2006 e nel 2007 ha gareggiato con motociclette Honda del team Uel Duncan, per passare nel 2008 alla guida di Suzuki del team Relentless
In questa annata riesce ad ottenere i suoi primi successi al Tourist Trophy, sia nella categoria Superbike che nella Superstock. Il suo rapporto con lo stesso team è continuato anche nel 2009 e 2010.